# Сапармурад Ниязов
Сапармурат Атаевич Ниязов (на туркменски: Saparmyrat Ataýewiç Nyýazow) 19 февруари 1940 – 21 декември 2006 е туркменистански диктатор и политик.
Заема поста президент (по-късно доживотен президент) на Туркменистан от 2 ноември 1990 г. до смъртта си през 2006 година. Той е първи секретар на Комунистическата партия на Туркменската съветска социалистическа република от 1985 до 1991 г. и продължава да е лидер на Туркменистан в продължение на 15 години след разпадането на Съветския съюз през 1991 година, когато Туркменистан обявява независимост.
Туркменските медии са го назовавали с титлата „Негово превъзходителство Сапармурат Туркменбаши (Turkmenbasy, в превод водач на всички туркмени), президент на Туркменистан и председател на Министерския съвет“. Неговата титла Туркменбаши, която сам си дава, означава лидер на туркмените, тоест и на Туркменистан.
Чуждите медии го критикуват като един от най-тоталитарните и репресивни диктатори в света, като се подчертава репутацията му на налагане на личните му ексцентричности върху народа, преименувайки имената на месеци с имената на членовете на семейството му. „Global Witness“, организация защитаваща човешките права (базирана в Лондон), съобщава, че 3 милиарда щатски долара са били под контрола на Ниязов, от които между 1,8 и 2,6 милиарда щатски долара по общоприето мнение са във Валутен фонд „Резервен“ на Deutsche Bank, Германия.

## Биография
Ниязов е роден на 19 февруари 1940 г. в Гипджак, съвсем близо до Ашхабад в Туркменската ССР, в семейство, принадлежащо към туркменското племе теке. Според официалната версия на биографията му баща му умира през Втората световна война в борба срещу Нацистка Германия, докато други източници твърдят, че е избягал от военна служба и поради това е осъден от военен съд. Останалите членове на семейството му са загинали в катастрофално земетресение, изравнило Ашхабад до основи през 1948 година. Израснал в съветско сиропиталище, преди държавата да го постави под попечителството на далечен роднина.
След като завършва училище през 1959 г., работи като инструктор в туркменски профсъюз. След това учи в Ленинградския политехнически институт, където през 1967 г. се дипломирал като електроинженер. Учи в Русия, но е изгонен няколко години по-късно заради академичен провал.
През 1962 г. Ниязов започва политическата си кариера, става член на комунистическата партия. Бързо се издига и става първи секретар на Комунистическата партия на Туркменската ССР през 1985 година. Печели този пост, след като съветският лидер Михаил Горбачов отстранява своя предшественик. Под ръководството на Ниязов туркменската комунистическа партия е сред най-твърдолинейните и нереформирани партийни организации в Съветския съюз. На 13 януари 1990 г. Ниязов става председател на Върховния съвет на Туркменската ССР, върховния законодателен орган в републиката (заемалият този пост е държавният глава).
Ниязов подкрепя опита за преврат срещу Съветския съюз от 1991 г., след като превратът е приключил. Върховният съвет обявява Туркменистан за независим и назначава Ниязов за първи президент на страната на 27 октомври. На 21 юни 1992 г. Ниязов е избран за първия в страната президент, като е единственият кандидат. Година по-късно се обявява за туркменбаши или „лидер на всички туркменци“.
През 1994 г. плебисцит удължил срока на Ниязов до 2002 г., така че той можел да наблюдава 10-годишния план за развитие. Официалните резултати показали, че 99,9% от избирателите одобрили това предложение. На 28 декември 1999 г., Парламентът обявил Ниязов за доживотен президент; парламентарните избори се състояли няколко седмици по-рано, при което всички кандидати са били подбрани от президента.
Ниязов и неговата руско-еврейска жена Муза имат син Мурат и дъщеря Ирина.

## Управление
Ниязов става президент, след като Туркменистан е обявен за независима държава от Съветския съюз. Управлението му като президент се характеризирало с начален разпад на централизирания съветски модел, който в много отношения не бил пригоден да функционира като отделна единица; също имало големи количества чуждестранни приходи от газ и петролни запаси – около $ 2 – 4 милиарда от 2005 г. Имало е външна загриженост за свободата на печата и в по-малка степен за религиозните права на малцинствените религиозни групи. Ниязов направил опит да се създаде културен фонд за новата държава на Туркменистан с писането и насърчаване на Рухнама, автобиография, която имала за цел да ръководи хората от Туркменистан с неговите идеи и насърчаване на родната култура (и да забрани чужда култура). Той участвал и в създаването на нови празници със специфичен Туркменски характер и въвел нова туркменска азбука, която била базирана на латинската, да замени руската кирилица. Латинско-туркменската азбука се състояла от: Aa, Bb, Як Dd, EE, AA, FF, Gg, Hh, Ii, Jj, ZZ, KK, Ll, мм, Nn, NN, Oo, OO, PP, Rr, Ss, SS, Tt, Uu, UU, Ww, Yy, ГГ, Zz.
Ниязов станал заместител на вакуума, оставен от падането на комунистическата система, с неговия образ заменят тези на Маркс и Ленин. Той преименувал град Красноводск на „Туркменбаши“ след себе си, и също преименувал училища, летища и дори метеорит след себе си и членовете на неговото семейство. Ексцентричният характер на някои от неговите укази, и огромен брой снимки на президента довели до възприемане, особено в западните страни, на един деспотичен лидер, богат с петролни суровини, славещ себе си, докато от страна на народа това нямало никаква полза.
Въпреки че наблягал на необходимостта да се премине от централно планиране към пазарна икономика и в по-пълна демокрация по време на царуването му, нито един от плановете не напредвал. Годишни планове, изложени от правителството и централизирана икономика, дали малко индикация за премахване контролираната от държавата икономика, и диктаторски характер на много от неговите укази и обявяването му „за доживотен президент“ дали малка надежда, че да е постигнат значителен напредък в тези две области.

## Нефт и газ
Туркменистан е втората по големина на петролни залежи в бившия Съветски съюз, като генерира високи доходи за държавата. Правителството използвало централно планиране, както контрол на производството и доставките, преки банкови кредити с ниски лихви, ограничения на валутния курс, както и контрол на цените, тъй като е съществувала като република в рамките на СССР.
В годините след независимостта си, Туркменистан прави сериозни инвестиции в растениевъдството и машиностроенето в опит да се превърне от преди всичко доставчик на нефт в държава с по-напреднала икономика; такива инвестиции включвали петролни рафинерии и фабрики за полиетилен. В интервю за вестник „Российская газета“, Ниязов заявил, че Туркменистан е в състояние да обработва 85% от вътрешното си производство. В допълнение, многобройни транспортни проекти за петрол сбили завършени, като газопровода от Корпедже до Корт-Кой в Иран.
През 1991 г. правителството на Ниязов пуснало постановление за отпускане „на безплатно ползване на вода, газ и електричество и обработена сол от народа на Туркменистан в продължение на десет години“, когато постановлението е изтекло, то било удължено до 2020 г.

## Земеделие
Други ресурси на Туркменистан са памук и зърно. Ниязов продължил старата практика, изисквайки високи годишни квоти в селскостопанската продукция, а след това да обвинява или уволнява заместник-министри, когато квотите не са били изпълнени. Въпреки това, Туркменистан имал период, през който е имало големи инвестиции в растениевъдството, съоръжения и машини за индустрията, така че страната да е можела да се промени от страна на производител на суров памук, до страна с памуко-обработваща индустрия. По време на председателството на Ниязов, текстилната индустрия е била основна в Туркменистан.
Ниязов въвел празника, наречен „Денят на пъпеша“ — фестивал на реколтата, празнуван през втората неделя от август. За разлика от някои от другите му творения, честването на „Денят на пъпеша“ продължава и след смъртта му.

## Култура
Ниязов поставил възраждането на културата на Туркменистан като един от основните приоритети в развитието на Туркменистан. Той въвел нова туркменска азбука, въз основа на латинската азбука, която да замени кирилицата. Било създадено националното движение „Възраждане“ — организация за насърчаване на туркменската култура (на туркменски: „Galkynish“).
В много отношения културните идеи и промени на Ниязов са най-видими за външни зрители. Той преименува месеците, както и дните на седмицата, на туркменски герои, поети, исторически събития и на членове на семейството си. Например месец септември бил преименуван на „рухнама“ в чест на книга, написана от Ниязов (която била завършена на 19 септември 2001 година); октомври бил преименуван на „независимост“ (Garaşsyzlyk), за да се отбележи основаването на държавата на 27 октомври 1991 година; а ноември — на Санджар в чест на султан Санджар, който ръководил династията Seljuqs. Новите имена влезли в сила с въвеждането на нов закон за труда, който постановявал, че „датите на професионални празници са определени от указите на президента на Туркменистан“.
Тези имена са били премахнати по-късно от неговия наследник Бердимухамедов през април 2008 г.

## Вътрешна политика
Една от най-ранните прояви на президента била да премахне смъртното наказание и да се гарантират различни човешки права на хората. Свободата на медиите под ръководството на Ниязов била много критикувана, подобно на други бивши съветски държави от Централна Азия. Туркменистанските медии постоянно насочвали вниманието върху президента и изграждали култ към личността му. През май 2000 г. правителството отменило всички интернет лицензии, с изключение на държавния туркменски телеком, а през юни 2001 г. затворило всички интернет кафенета. До 2005 г. имало 36 000 потребители на интернет в Туркменистан, което представлявало 0,7% от населението.
През март 2004 г. 15 000 обществени здравни работници били освободени. През февруари 2005 г. всички болници извън Ашхабад били затворени с мотива, че болните трябвало да дойдат в столицата за лечение. Според вестник Neitralniy на туркменистанските лекари било наредено да положат клетва към президента, на мястото на Хипократовата клетва. Всички библиотеки извън столицата били затворени, тъй като Ниязов вярвал, че единствените книги, които били необходими, били Коранът и Рухнамата.
През януари 2006 г. пенсиите на една трета от възрастните хора в страната били спрени, докато на други 200 000 били намалени. Пенсиите, получени през предходните две години, трябвало да бъдат върнати обратно на държавата. Министерството на външните работи на Туркменистан категорично отрекло твърденията, че орязването на пенсиите довело до смъртта на много възрастни туркменистанци, като обвинило чуждестранните медии за разпространяване на „умишлено превратна“ информация по въпроса. На 19 март 2007 г. новият президент на Туркменистан Гурбангули Бердимухамедов възстановил пенсиите на над 100 000 възрастни граждани.

## Укази и закони
Ниязов забранил употребата на устно синхронизиране на публични концерти през 2005 г., както и звукозаписите на „музикални изпълнения по време на държавни празници, в предавания по телевизионните канали на Туркменистан, по време на всички културни събития, организирани от държавата на места за масово събрание и в сватби и тържества, организирани от обществеността“, повлиявайки отрицателно върху развитието на музикалните изкуства, направени чрез използване на музикални записи.
Ниязов прогонил всички кучета от столицата Ашхабад заради тяхната „неприятна миризма“.
Според кореспондент Turkmenistan.ru вносните автомобили с десен волан, които били преработвани за ляв волан, били забранени поради повишен риск от инциденти.
Ниязов поискал да бъде построен „дворец от лед“, или закрита ледена пързалка, в близост до столицата, така че тези, които живеели в пустинните райони на страната, да можели да се научат да карат ски. Дворецът бил построен през 2008 г. и се намира в близост до новия туркменски държавен медицински университет.
След като се налага да се откаже от пушенето през 1997 г. поради направената сърдечна операция, той забранява пушенето на всички обществени места и разпорежда всички държавни служители да последват примера му. Тютюнът за дъвчене също бил забранен по-късно.
През 2001 г. забранил операта, балета и цирка заради това, че не били присъщи на туркменското общество.
През февруари 2004 г. постановил, че мъжете вече не трябва да носят дълги коси или бради.
Той забранил репортерите и говорителите да носят грим по телевизията, защото казал, че така било трудно да се направи разграничение между говорител мъж и говорител жена.
Ниязов наредил да се закрие Академията на науките в Туркменистан и да се отменят пенсиите - с мотива, че по-възрастните хора трябва да бъдат обгрижвани от децата си.
Създал закон, според който туркменска жена може да се омъжи за чужденец само ако той открие сметка в страната и внесе в нея 50 000 долара.

## Външна политика
Ниязов насърчава политика на строг неутралитет, въздържайки се от членство в НАТО или ГУУАМ и почти игнорира ОДКС. Туркменистан не е участвала в никакви мисии на ООН по поддържане на мира. Обаче е станала член на Интерпол.
Отношенията с Русия се влошили веднага след обявяването на независимостта.
Пълната независимост на Туркменистан е призната от ООН с резолюция на Общото събрание на ООН под наслов „Постоянният неутралитет на Туркменистан“ на 12 декември 1995 г. В резултат на това през 2005 г. Туркменистан понижава своите връзки с Общността на независимите държави, оставайки само асоцииран член и като такъв тя няма да участва в някои от военните структури на страните от ОНД.
През 2006 г. Европейската комисия и Международният търговски комитет на Европейския парламент гласуват да се даде на Туркменистан статутът на „най-облагодетелствана нация“ за търговия с Европейския съюз.

## Опозиция
След предполагаем опит за убийство на 25 ноември 2002 г., правителството на Туркменистан арестувало хиляди предполагаеми заговорници и членовете на техните семейства. Критиците твърдят, че правителството инсценира опита за убийство, за да се справи с вътрешната и външната политическа опозиция.
През лятото на 2004 г. имало брошурна кампания в столицата Ашхабад, която призовала за премахване и осъждане на Ниязов. Властите не успели да спрат кампанията и президентът отговорил по националната телевизия, уволнявайки министъра на вътрешните работи и директора на полицейската академия. Той обвинил министъра в некомпетентност и заявил:. „Не мога да кажа, че сте имали някакви заслуги или направили много, за да се борите с престъпността“.
Ниязов по-късно обявил, че камерите за наблюдение щели да бъдат поставени на всички основни улици и обекти в Туркменистан, явно като предпазна мярка срещу бъдещи опити.

## Смърт
На 21 декември 2006 г. туркменската държавна телевизия съобщава, че президентът Ниязов е починал от внезапен инфаркт. Ниязов вземал лекарства за неустановено сърдечно състояние. Туркменското посолство в Москва по-късно потвърждава този доклад.
Според Конституцията на Туркменистан, председателят на парламента ще поеме председателството. Вицепремиерът Гурбангули Бердимухамедов е обявен за ръководител на комисията, която да организира погребението. Атаев бил арестуван на 21 декември 2006 г. и Бердимухамедов впоследствие бил наречен действащ президент.
Обстоятелствата около смъртта на Ниязов са обект на някои спекулации от страна на медиите. Някои опозиционни туркменски източници твърдят, че Ниязов умира няколко дни преди официално обявената дата 21 декември. В негова чест е обявен седемдневен траур и са отменени коледните празненства.

## Култ към личността
В Туркменистан е в сила култ към личността, сравняван с този към Сталин. През 1993 година  президентът Ниязов е провъзгласен за Туркменбаши (баща на всички туркмени). В 1994 година Меджлисът гласува закон, според който рожденият му ден, 19 февруари, е обявен за национален празник. Неговият образ е поставен навсякъде в държавата – от медиите до етикетите на бутилките с водка. На негово име или на името на неговите непосредствени роднини са кръстени град, няколко училища, летища и дори метеорит. Логото на туркменската национална телевизия е неговият профил. Статуи на Ниязов и неговата майка са поставени навсякъде в страната, дори има една в пустинята Каракум. Негова огромна позлатена статуя, висока 15 метра, стои на подвижен пиедестал в столицата. Правителството го е награждавало пет пъти с наградата Герой на Туркменистан.
През 2001 г. Сапармурад Ниязов публикува философско-историческото изследване на туркменския народ „Рухнама“ (Духовност). Книгата става задължителен предмет за изучаване в училищата и университетите и е преведена на 30 езика, включително на езика на зулусите и на брайловата азбука за слепи. През 2004 г. президентът на Туркменистан издава втори том на „Рухнама“ със завети за бъдещите поколения. Двете книги се изучават задължително в училищата и са настолно четиво в обществените институции и по домовете. На 10 август 2002 г. са сменени имената на месеците съгласно туркменските национални символи, описани в книгата „Рухнама“, като напр. месец януари се нарича „Туркменбаши“. Преименувани са също и дните от седмицата. 

## Президентски декрети
Като доживотен президент на Туркменистан, Сапармурад Ниязов сътворява множество противоречиви и необичайни декрети и препоръки:
- През април 2001 г. са забранени операта и балетът, описани като „ненужни... нехарактерни за туркменската култура“[4].
- През 2004 г. е забранено на младите мъже да носят дълги коси и бради[4].
- През март 2004 г. 15 000 обществени здравни работници са освободени, включително сестри, акушерки, училищни лекари и санитари и заменени от редовни войници[5].
- През април 2003 г. младежите в Туркменистан са посъветвани да дъвчат кокали, за да запазят зъбите си бели и да не си слагат златни коронки[6].
- През април 2004 г. е наредено да се построи леден дворец близо до столицата[7]. (През декември 2006 г. статия в британския вестник Sunday Times разкрива, че „ледения дворец“ всъщност е разкрасена ледена пързалка)[8].
- През 2004 г. всички правоспособни шофьори са задължени да преминат морален тест[9].
- През 2004 г. е забранено на новинарите да носят грим[10].
- През февруари 2005 г. на всички болници извън Ашхабад е наредено да затворят, за да ходят болните на лечение в столицата. Всички провинциални библиотеки са затворени с мотива, че обикновените туркменци не четели книги[11].
- През ноември 2005 г. на лекарите е наредено да полагат клетва пред президента вместо Хипократова клетва[12].
- През декември 2005 г. са забранени видеоигрите с мотива, че съдържат твърде много насилие, неподходящо за младите, които ги играят.
- През януари 2006 г. една трета от възрастните са лишени от пенсии, а на други 200 000 души са намалени. Наредено е пенсиите, получавани през изминалите 2 години, да бъдат върнати на държавата[13]. Министърът на външните работи на Туркменистан категорично отрича обвиненията, че орязването на пенсиите е довело до смъртта на много възрастни туркменци и обвинява чуждите медии в разпространяване на „целенасочено изопачена“ информация по темата[14].
- През септември 2006 г. е наредено туркменските учители, които не успеят да публикуват хвалба за туркменския водач, да останат на по-ниско заплащане или да бъдат уволнени[15].
- През октомври 2006 г. Туркменистан твърди, че е освободил 10 056 затворници, включително 253 чужденци от 11 страни. По този случай Ниязов казва: „Нека този хуманен акт на една част от държавата послужи за укрепване на истинските морални ценности на туркменското общество. Нека целият свят разбере, че никога не е имало място за злини и насилие в благословената туркменска земя“[16].
- Забранени са автомобилните радиокасетофони, имитирането на пеене както и музиката на обществени места, за да се предпази туркменската култура от „негативни влияния“[17].
- В столицата са забранени кучетата, поради непривлекателната им миризма[18].